# 东仓桥
东仓桥为位于中国江苏省无锡宜兴市宜城街道月城街北端的一座单孔石拱桥，东西向跨东仓河（南偏西28°），始建于南宋宝庆年间，明代重建，清咸丰时和抗战后曾重修，现状桥面、护栏等为1997年3月整修，但主体仍存明代风格，为宜兴城内唯一幸存的古桥。该桥由花岗石、青石混合构筑，长30米，顶宽3.60米，堍宽4.70米，净跨8.30米，矢高5.50米，桥栏高0.75米，东西两侧各沿34级和28级台阶而上（其中东侧有12级台阶1997年被拆除，今改为水泥台阶），台阶坡度16°。